# Puymangou
Puymangou est une ancienne commune du sud-ouest de la France, située dans le département de la Dordogne en région Nouvelle-Aquitaine, devenue le 1er janvier 2016 une commune déléguée au sein de la commune nouvelle de Saint Aulaye-Puymangou.

## Géographie

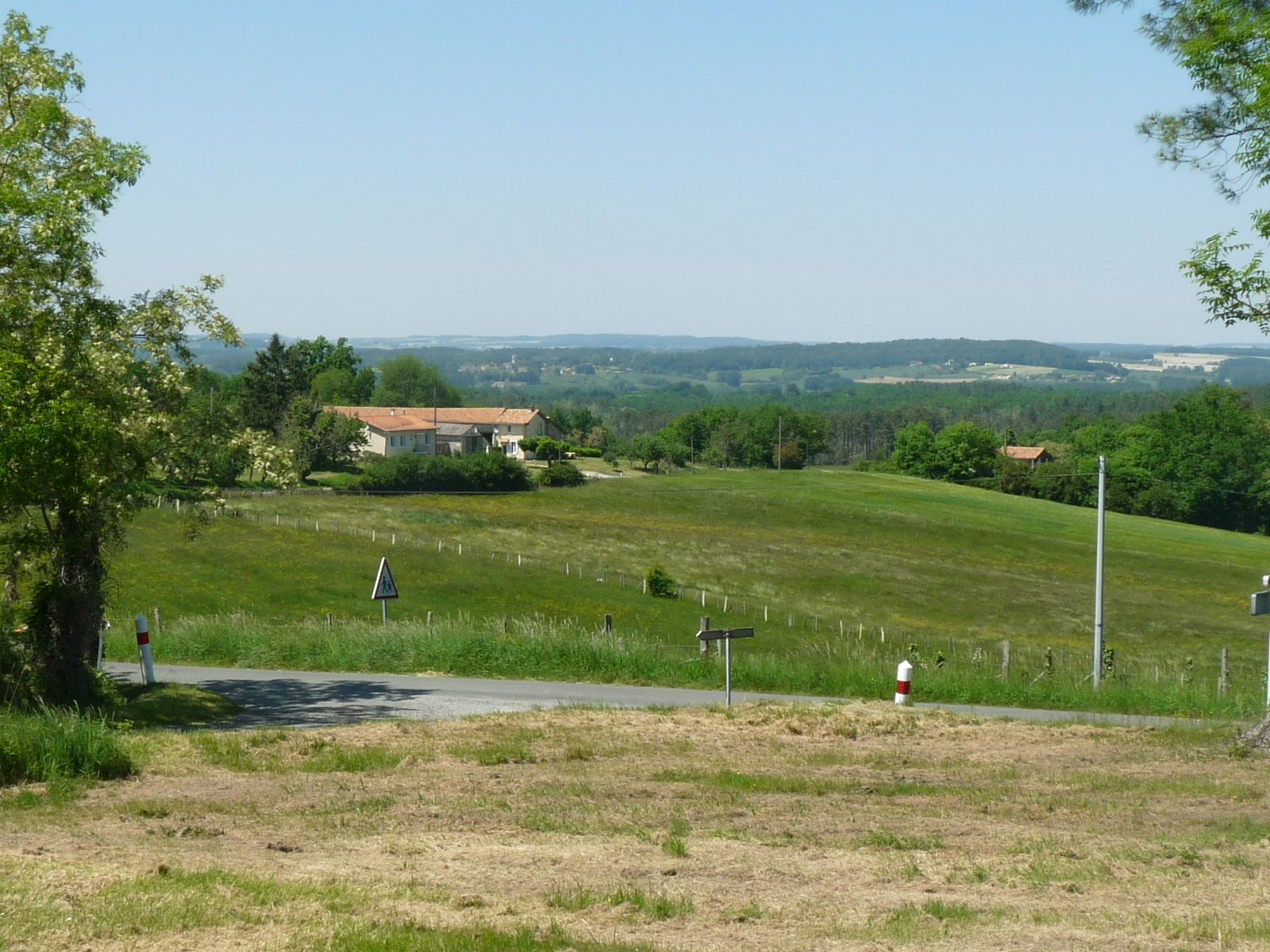
Vue vers la vallée de la Dronne depuis l'église.
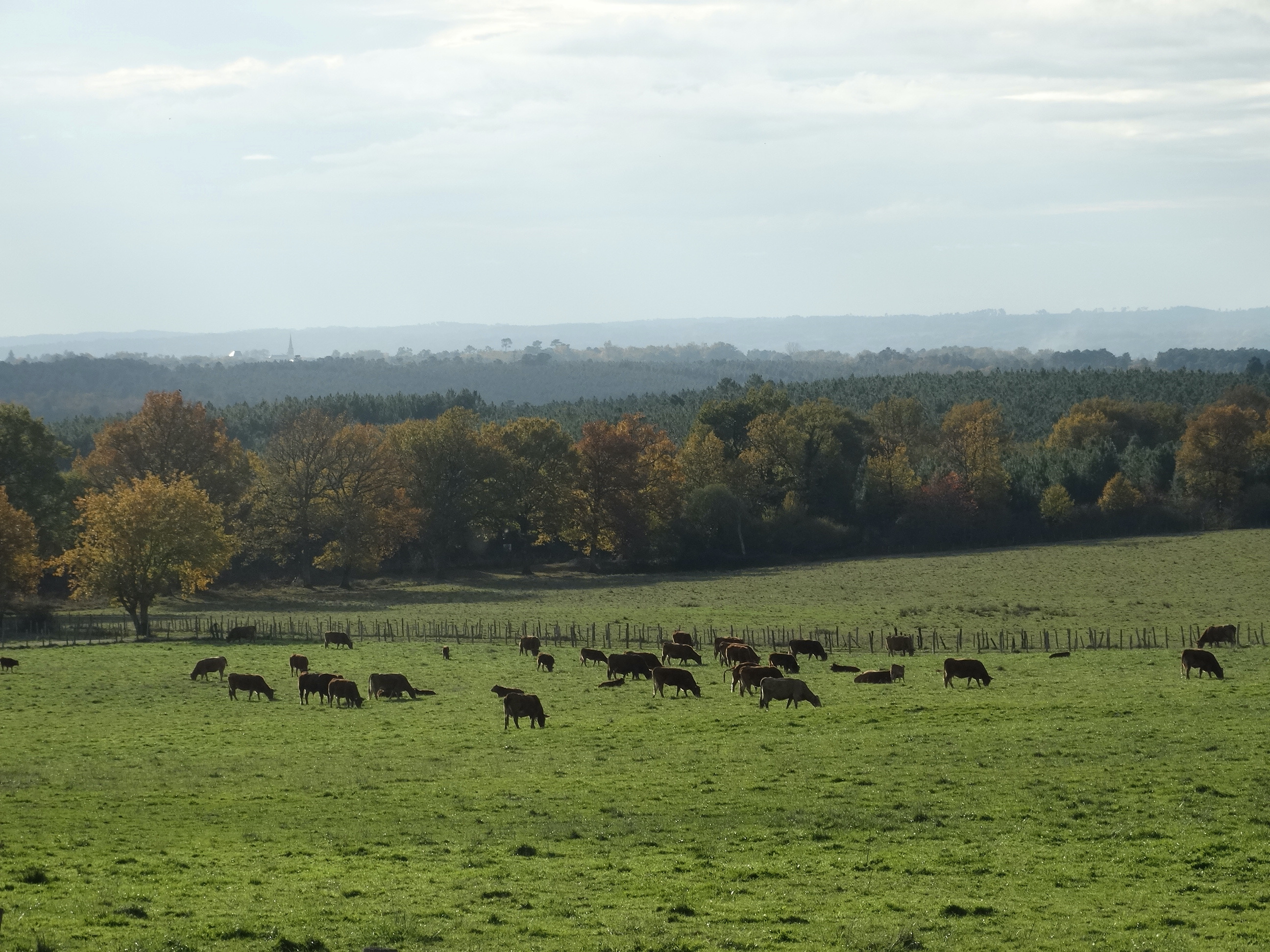
Vue de Puymangou vers La Roche-Chalais.
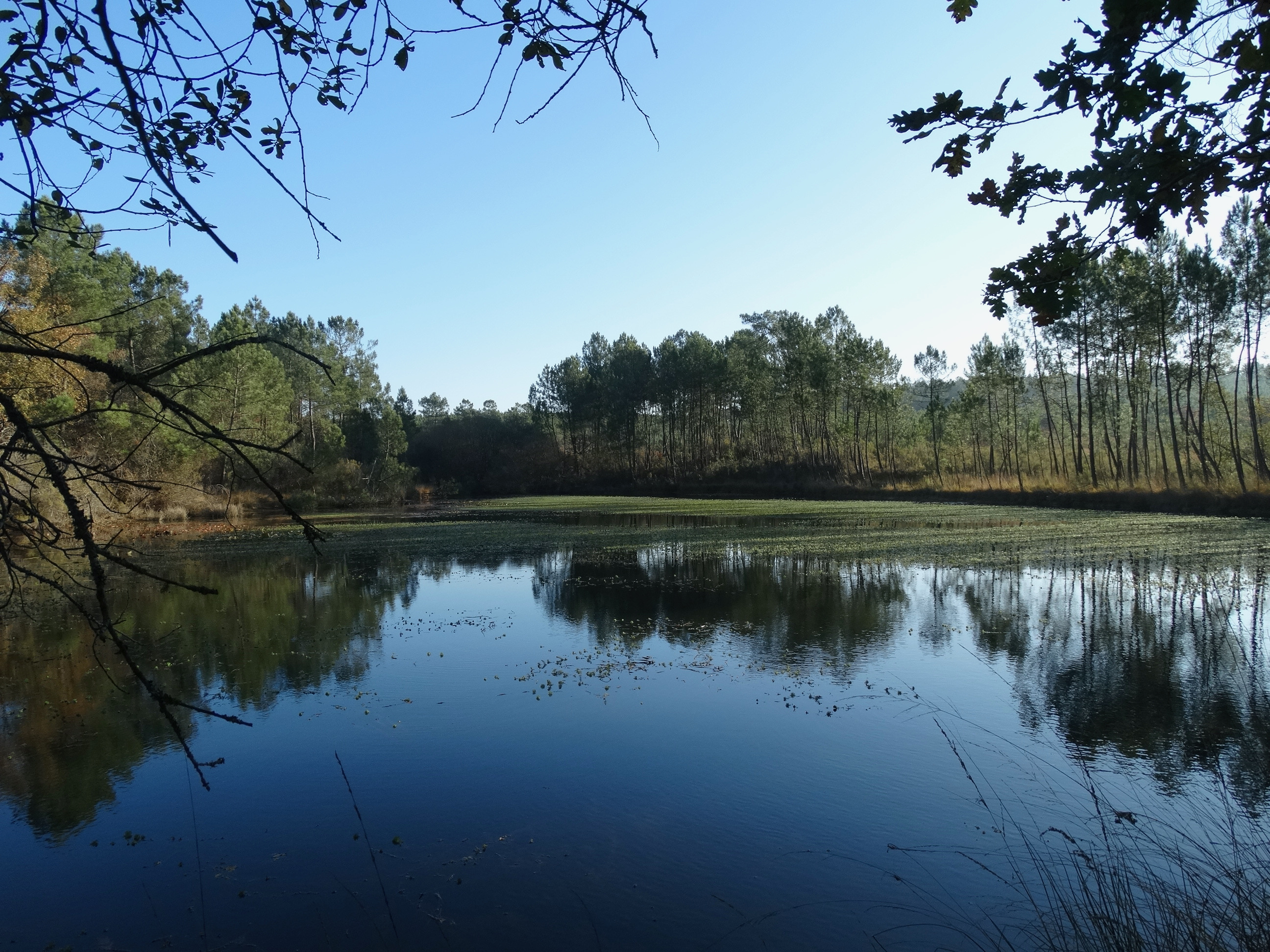
L'étang de Vincent.
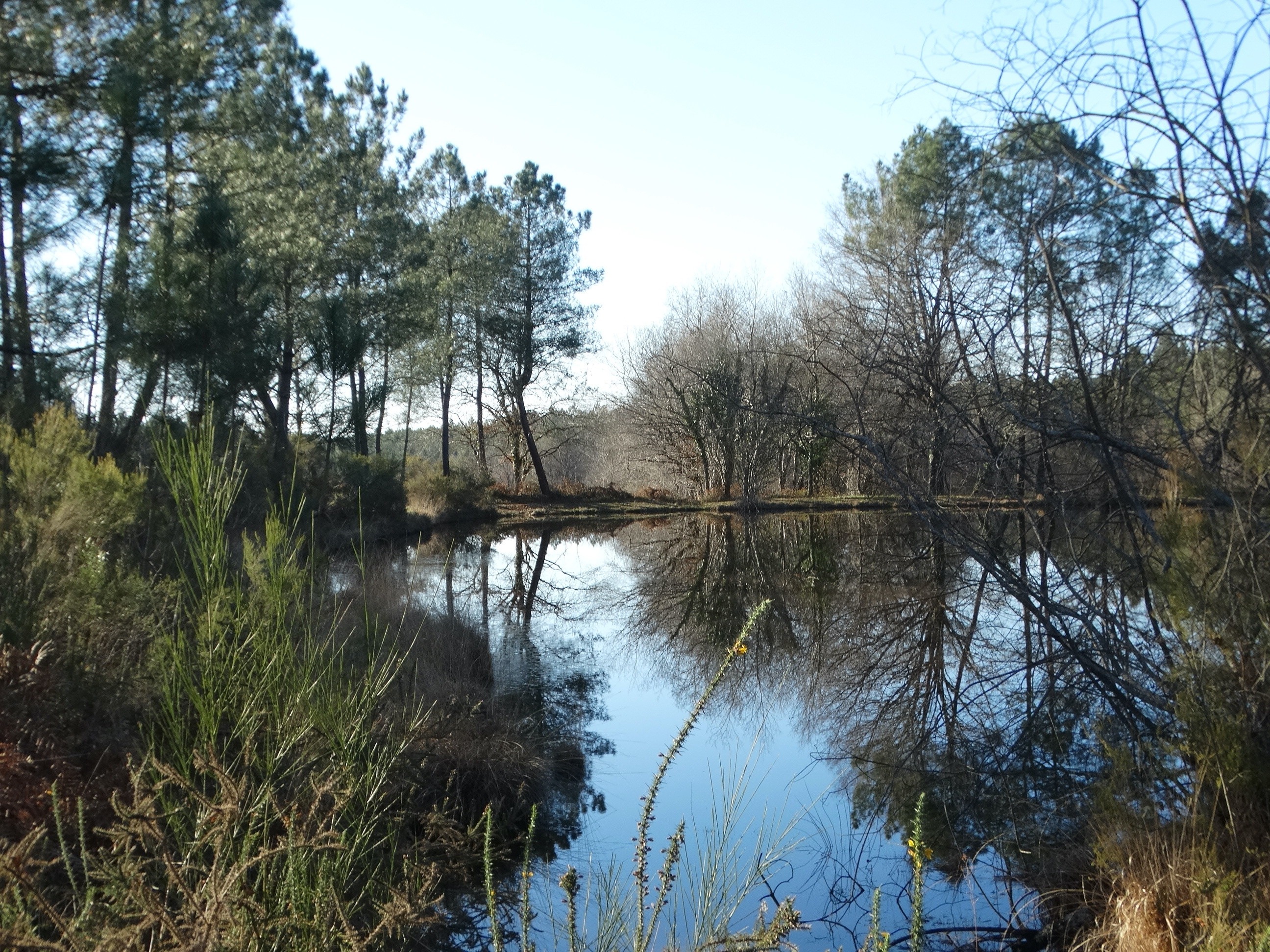
L'étang de la Narde.
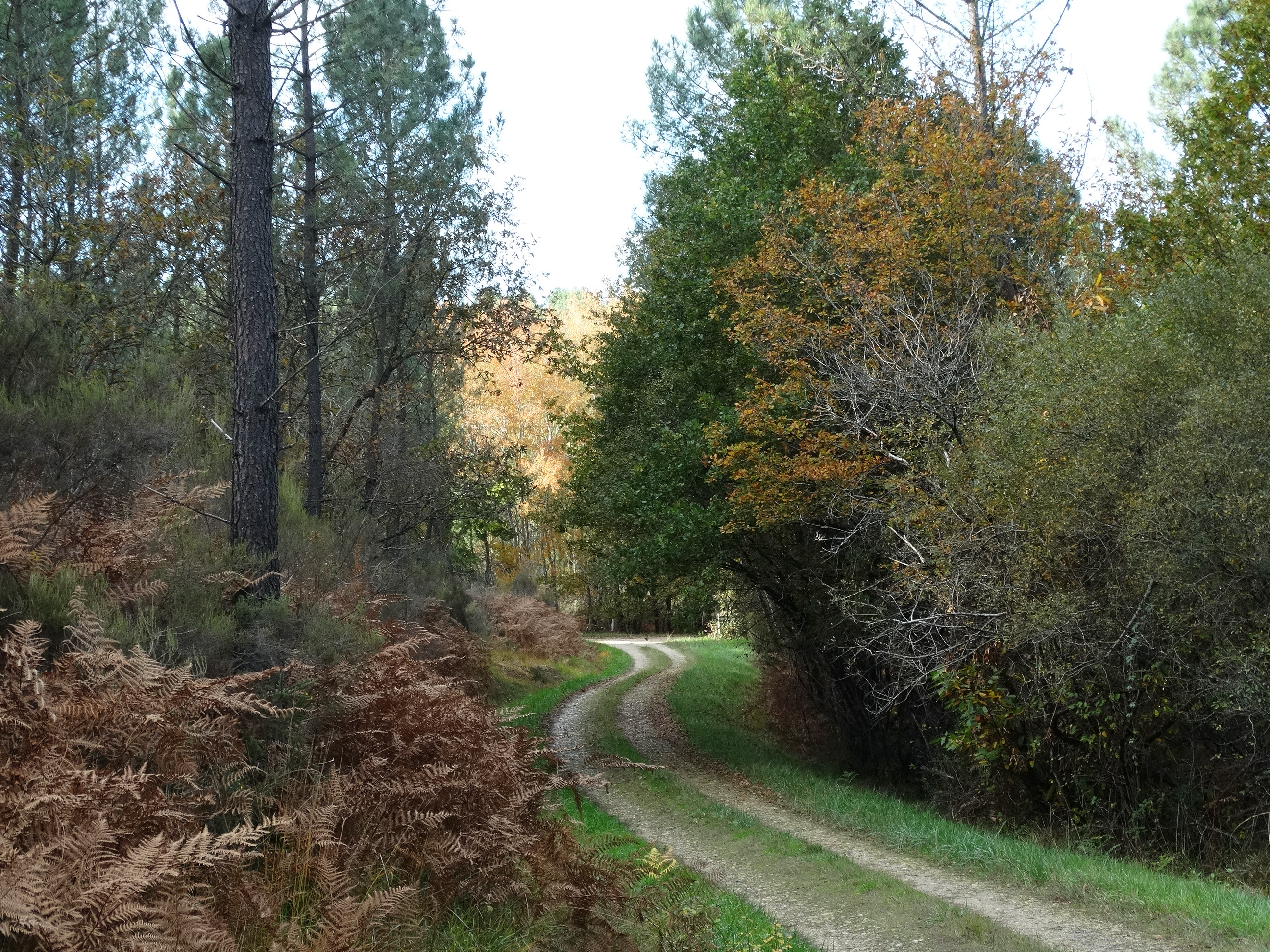
La forêt de la Double à Puymangou.

### Communes limitrophes

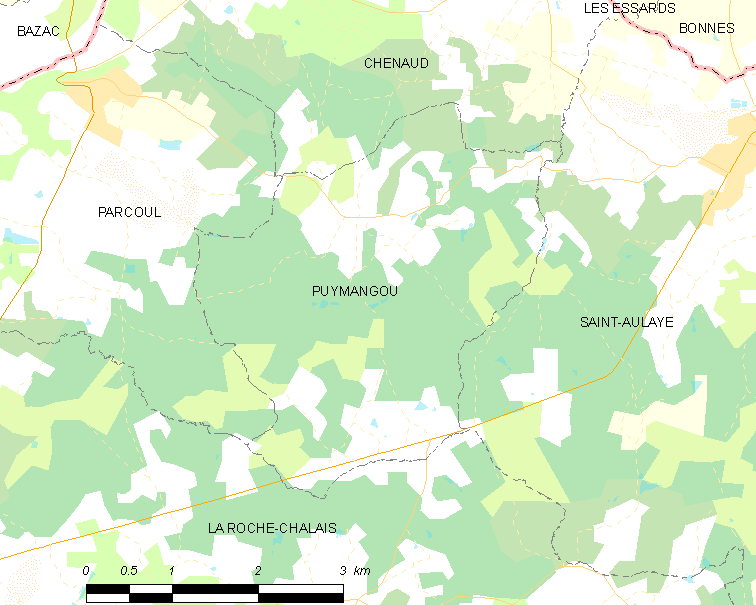
Carte de Puymangou et des communes avoisinantes en 2015, avant la création des communes nouvelles de Parcoul-Chenaud et de Saint Aulaye-Puymangou.

En 2015, année précédant la création de la commune nouvelle de Saint Aulaye-Puymangou, Puymangou était limitrophe de quatre autres communes.
|         | Chenaud          |              |
| Parcoul | Puymangou        | Saint-Aulaye |
|         | La Roche-Chalais |              |

## Urbanisme

### Villages, hameaux et lieux-dits
Outre le bourg de Puymangou proprement dit, la commune se compose d'autres villages ou hameaux, ainsi que de lieux-dits :
- Beauregard
- la Boige
- Bon Abri
- le Bourliou
- Chambrillaud
- Claud des Faures
- le Clavurier
- Clos de Blanchou
- les Combes de Feuillevert
- la Côte
- l'Étang
- Étang de la Narde
- Étang du Pigeonnier
- l'Étang de Vincent
- la Font
- le Grand Aubry
- la Grande Garde
- les Grands Clos
- la Gravière
- Jonc Blanc
- le Ménéclaud
- Montillard
- la Narde
- le Petit Aubry
- le Petit Bourliou
- Pierrenaud
- le Pont
- Pont de Mauret
- la Poste
- le Ricard
- Tartivau
- Touvenain.

## Toponymie
La commune de Puymangou est l'une des rares communes de la Dordogne de langue d'oïl (saintongeais)[réf. nécessaire].
En 1876, De Tourtoulon et Bringuier placent plus précisément la limite oc-oil dans la commune en englobant la moitié orientale en langue d'oc.
Sur la planète Mars, en mars 2021, l'une des cibles d'analyses poussées effectuées sur un affleurement rocheux par l'astromobile Curiosity de la NASA, est baptisée d'après le nom de cette ancienne commune.

## Histoire
Au 1er janvier 2016, Puymangou fusionne avec Saint-Aulaye pour former la commune nouvelle de Saint Aulaye-Puymangou dont la création a été entérinée par l'arrêté du 14 décembre 2015, modifié le 21 décembre 2015, entraînant la transformation de la commune de Puymangou en commune déléguée,.

## Politique et administration

### Rattachements administratifs et électoraux
Dès 1790, la commune de Puymangou est rattachée au canton de Laroche Chalais qui dépend du district de Ribérac jusqu'en 1795, date de suppression des districts. Lorsque ce canton est supprimé par la loi du 8 pluviôse an IX (28 janvier 1801) portant sur la « réduction du nombre de justices de paix », la commune est rattachée au canton de Saint-Aulaye dépendant de l'arrondissement de Ribérac. Cet arrondissement est supprimé en 1926 et ses communes rattachées à l'arrondissement de Périgueux.
Dans le cadre de la réforme de 2014 définie par le décret du 21 février 2014, le canton de Saint-Aulaye disparaît aux élections départementales de mars 2015. La commune est alors rattachée électoralement au canton de Montpon-Ménestérol.

### Intercommunalité
En 1999, Puymangou intègre dès sa création la communauté de communes du Pays de Saint-Aulaye.

### Administration municipale
La population de la commune étant  inférieure à 100 habitants au recensement de 2011, sept conseillers municipaux ont été élus en 2014,. Ceux-ci sont membres d'office du  conseil municipal de la commune nouvelle de Saint-Aulaye-Puymangou, jusqu'au renouvellement des conseils municipaux français de 2020.

### Liste des maires

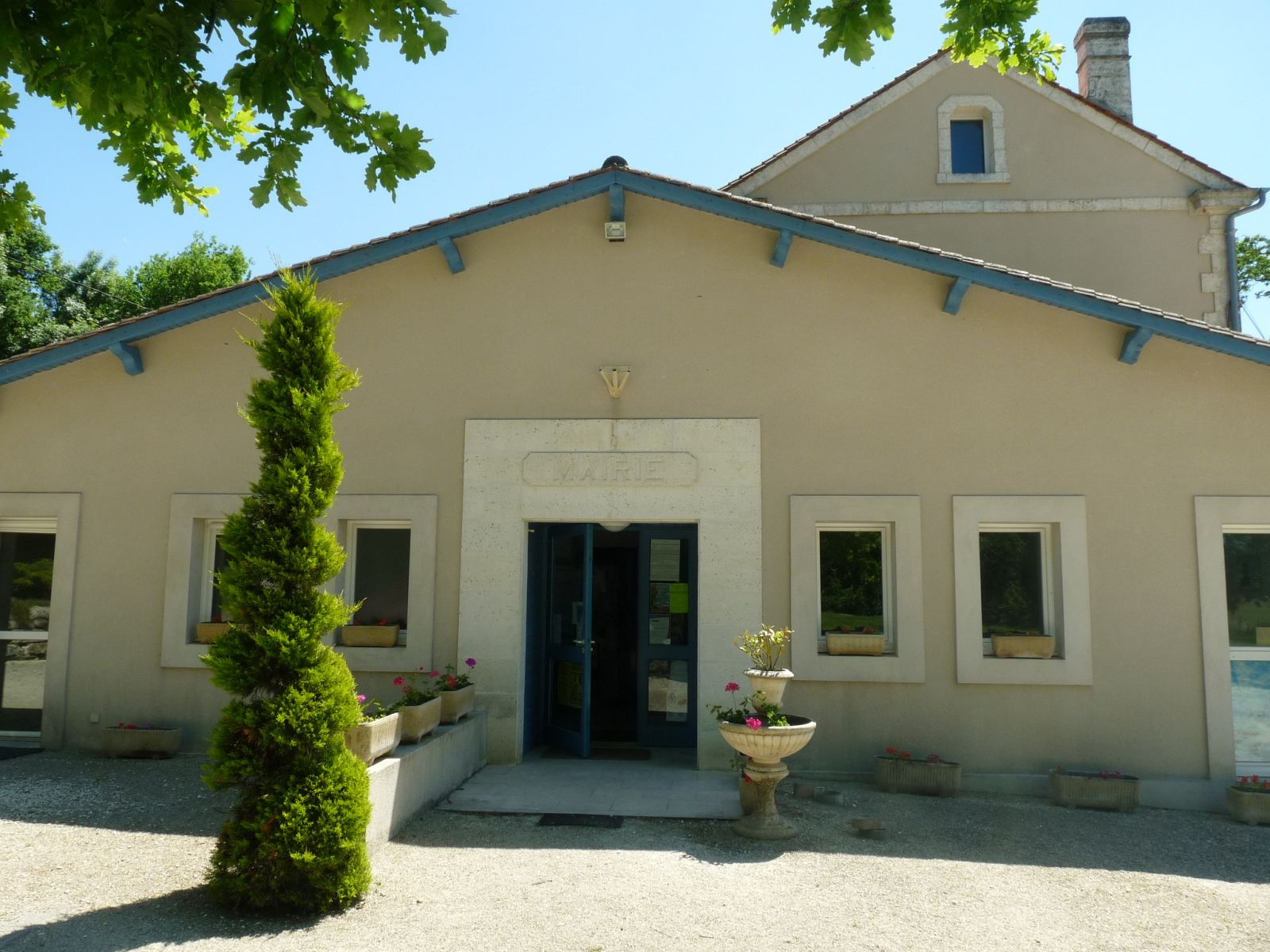
La mairie.

| Période                                  | Période       | Identité                | Étiquette | Qualité           |
| ---------------------------------------- | ------------- | ----------------------- | --------- | ----------------- |
| Les données manquantes sont à compléter. |               |                         |           |                   |
|                                          |               |                         |           |                   |
| Élu ou réélu en 1977                     | 1983          | Louis Guéguéniat        |           |                   |
| 1983                                     | 1995          | Max Masset              |           |                   |
| 1995                                     | 2001          | Claude Rouzeau          |           |                   |
| mars 2001                                | mars 2008     | Étiennette Masset-Balan |           |                   |
| mars 2008                                | mars 2014     | Claude Rouzeau          | DVD       | Retraité agricole |
| mars 2014                                | décembre 2015 | Anne Boscardin          |           |                   |

## Population et société

### Démographie
Les habitants de Puymangou se nomment les Pechmangoriens,.
L'évolution du nombre d'habitants est connue à travers les recensements de la population effectués à Puymangou depuis 1793. À partir du XXIe siècle, les recensements des communes de moins de 10 000 habitants ont lieu tous les cinq ans (2006, 2011 pour Puymangou). Depuis 2006, les autres dates correspondent à des estimations légales. En 2015, dernière année en tant que commune indépendante, Puymangou comptait 80 habitants.
Au 1er janvier 2022, la commune déléguée de Puymangou compte 77 habitants.
| 1793 | 1800 | 1806 | 1821 | 1831 | 1836 | 1841 | 1846 | 1851 |
| ---- | ---- | ---- | ---- | ---- | ---- | ---- | ---- | ---- |
| 158  | 149  | 153  | 158  | 186  | 201  | 201  | 205  | 205  |

| 1856 | 1861 | 1866 | 1872 | 1876 | 1881 | 1886 | 1891 | 1896 |
| ---- | ---- | ---- | ---- | ---- | ---- | ---- | ---- | ---- |
| 212  | 202  | 220  | 221  | 215  | 243  | 223  | 217  | 212  |

| 1901 | 1906 | 1911 | 1921 | 1926 | 1931 | 1936 | 1946 | 1954 |
| ---- | ---- | ---- | ---- | ---- | ---- | ---- | ---- | ---- |
| 194  | 178  | 184  | 183  | 168  | 158  | 142  | 136  | 132  |

| 1962 | 1968 | 1975 | 1982 | 1990 | 1999 | 2006 | 2011 | 2015 |
| ---- | ---- | ---- | ---- | ---- | ---- | ---- | ---- | ---- |
| 134  | 147  | 119  | 98   | 99   | 101  | 96   | 95   | 80   |

### Équipements, services et vie locale

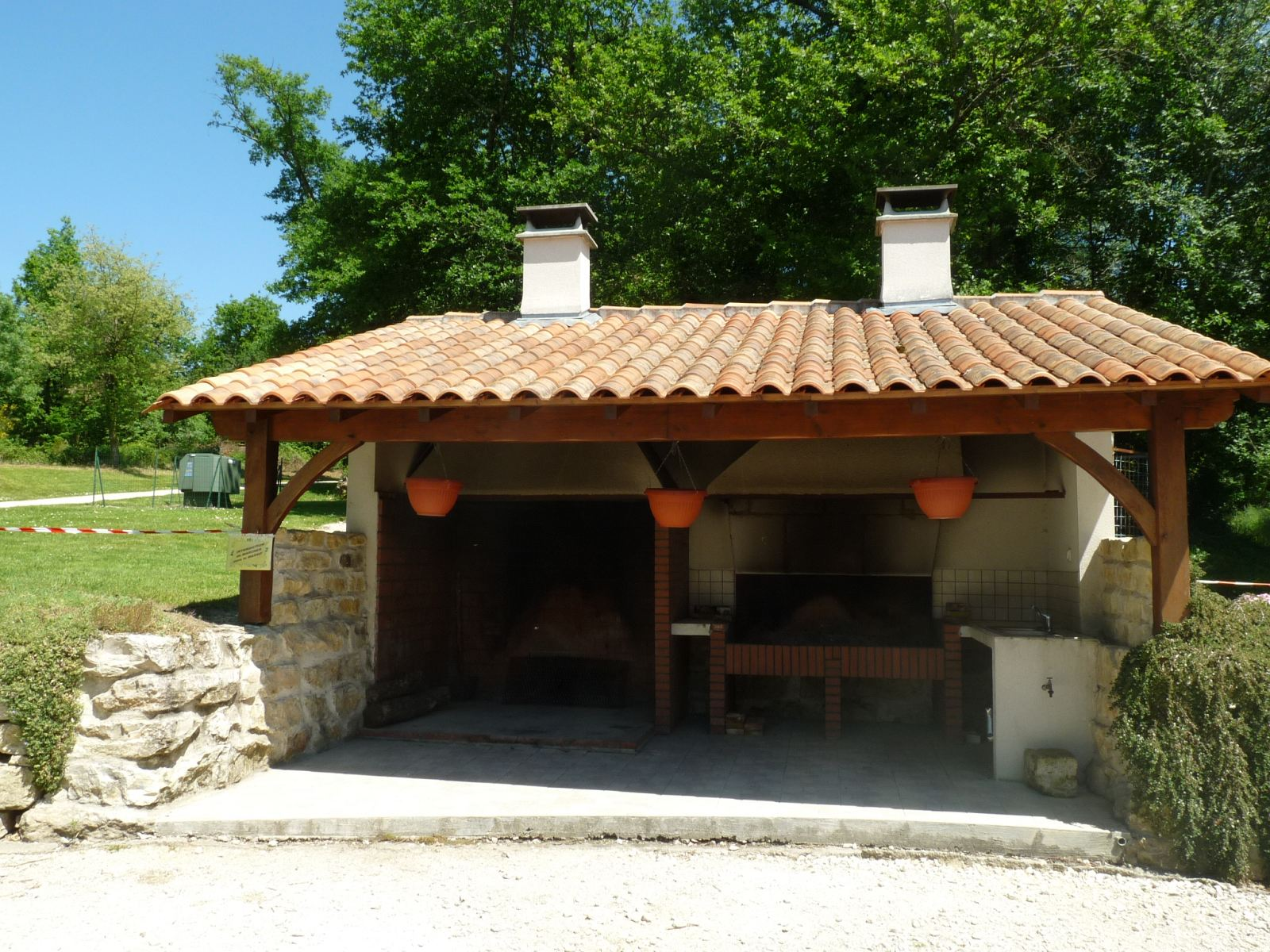
Barbecue de la salle des fêtes

## Économie
Les données économiques de Puymangou sont incluses dans celles de la commune nouvelle de Saint-Aulaye-Puymangou.

## Culture locale et patrimoine

### Lieux et monuments
- Château de Puymangou, XVIIe siècle.

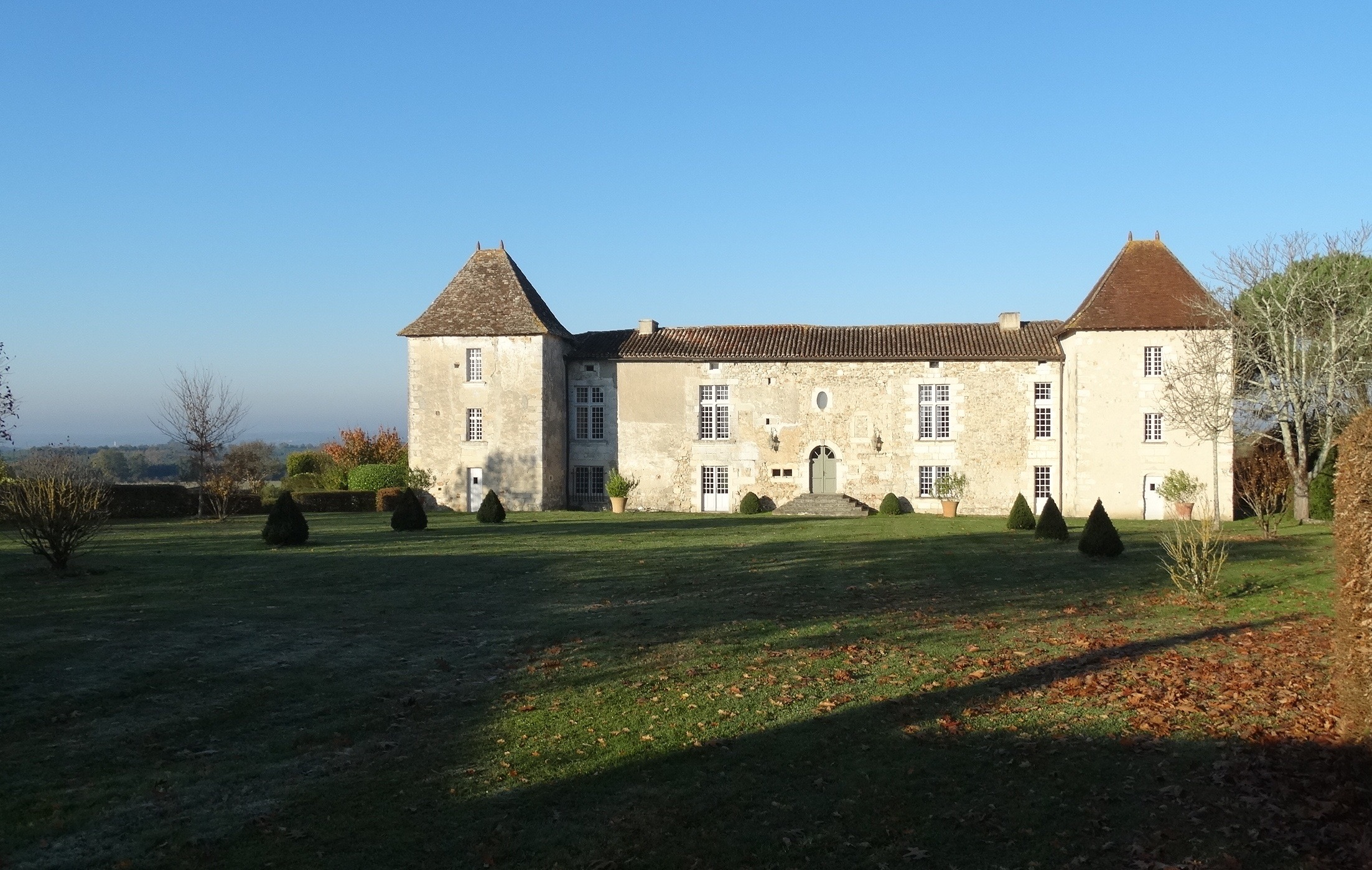
Le château.

Le château de Puymangou est mentionné en 1676 lors d'un don de Régis Bouchard d'Esparbes d'Aubeterre, Comte de Lussan.  C'est vraisemblablement à cette époque que l'ancien manoir de la fin du Moyen Âge a été transformé en une demeure plus vaste. Il a appartenu par la suite à la famille Chapelle de Jumilhac.
Il se compose d'un corps central qui intègre, au milieu de sa façade est, les vestiges du manoir primitif. Ce corps est cantonné à l'est de deux tours carrées coiffées de toits en pavillon à tuiles plates. Elles sont percées çà et là de bouches à feu. La plupart des baies s'alignent en travées et présentent des meneaux en bois.
- L'église paroissiale Saint-Étienne était un ancien prieuré fondé en 1083 et rattaché à l'abbaye de Baignes. Elle a été très remaniée par la suite[19].

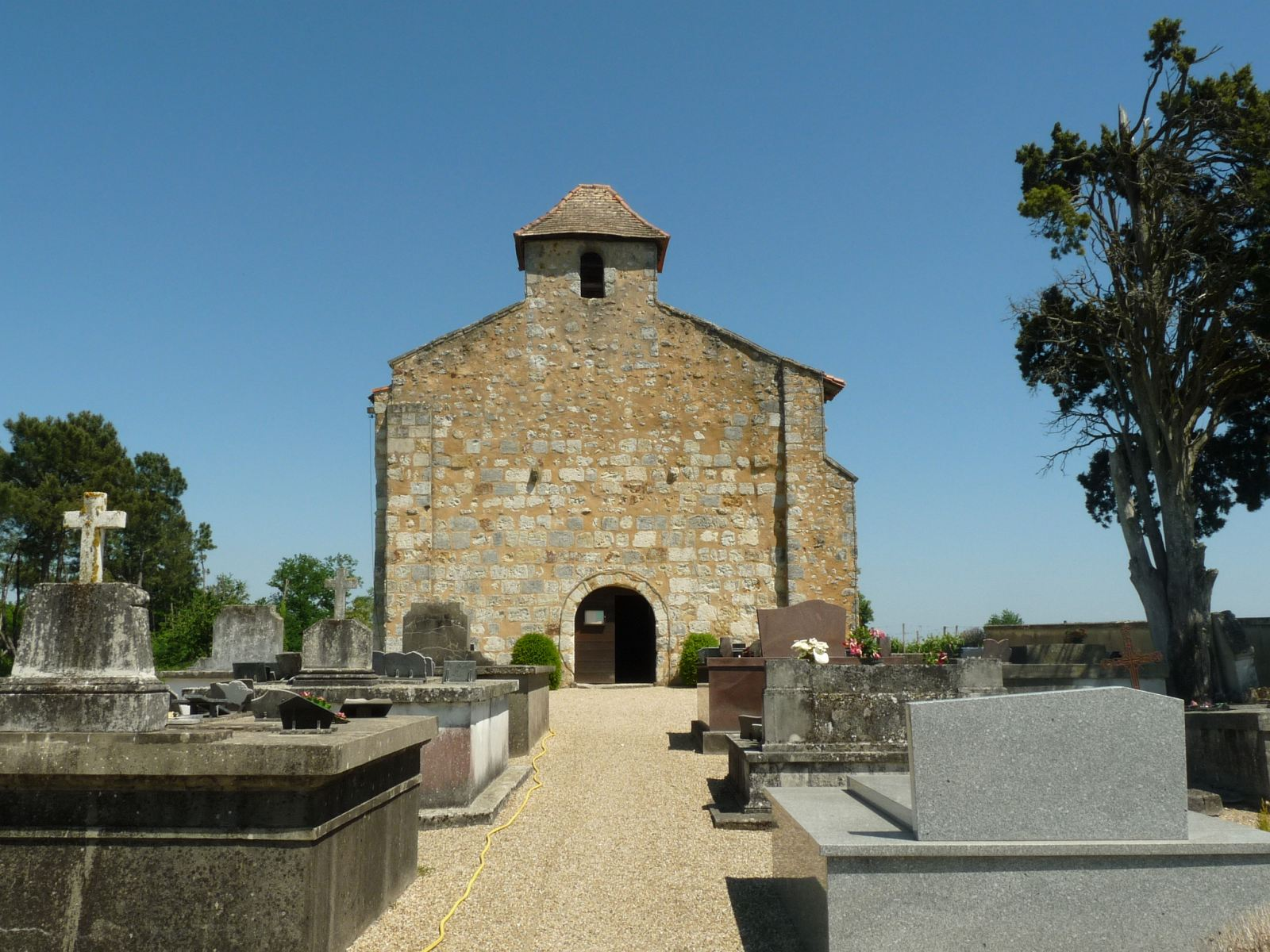
L'entrée par le cimetière
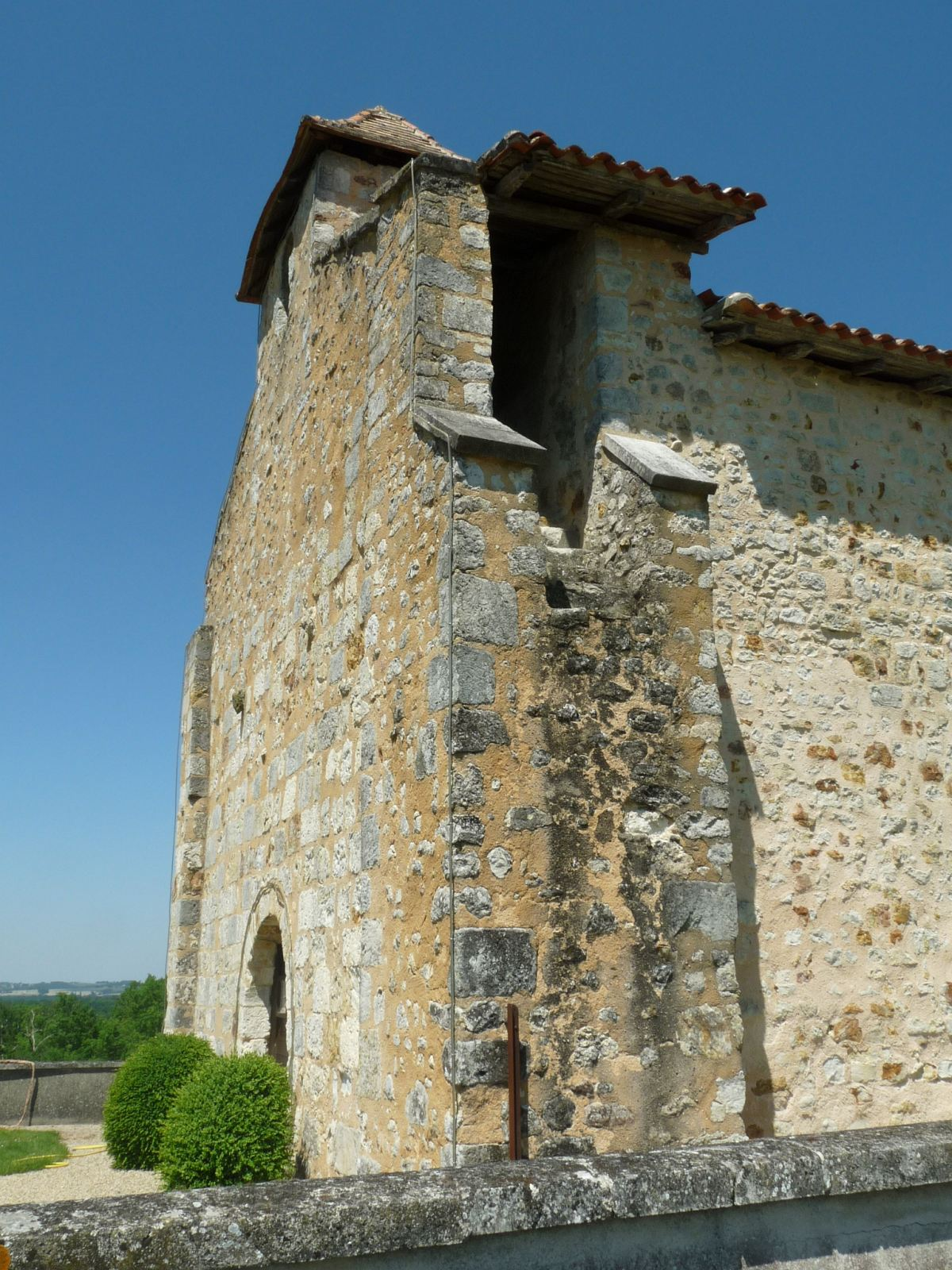
Le clocher et l'escalier
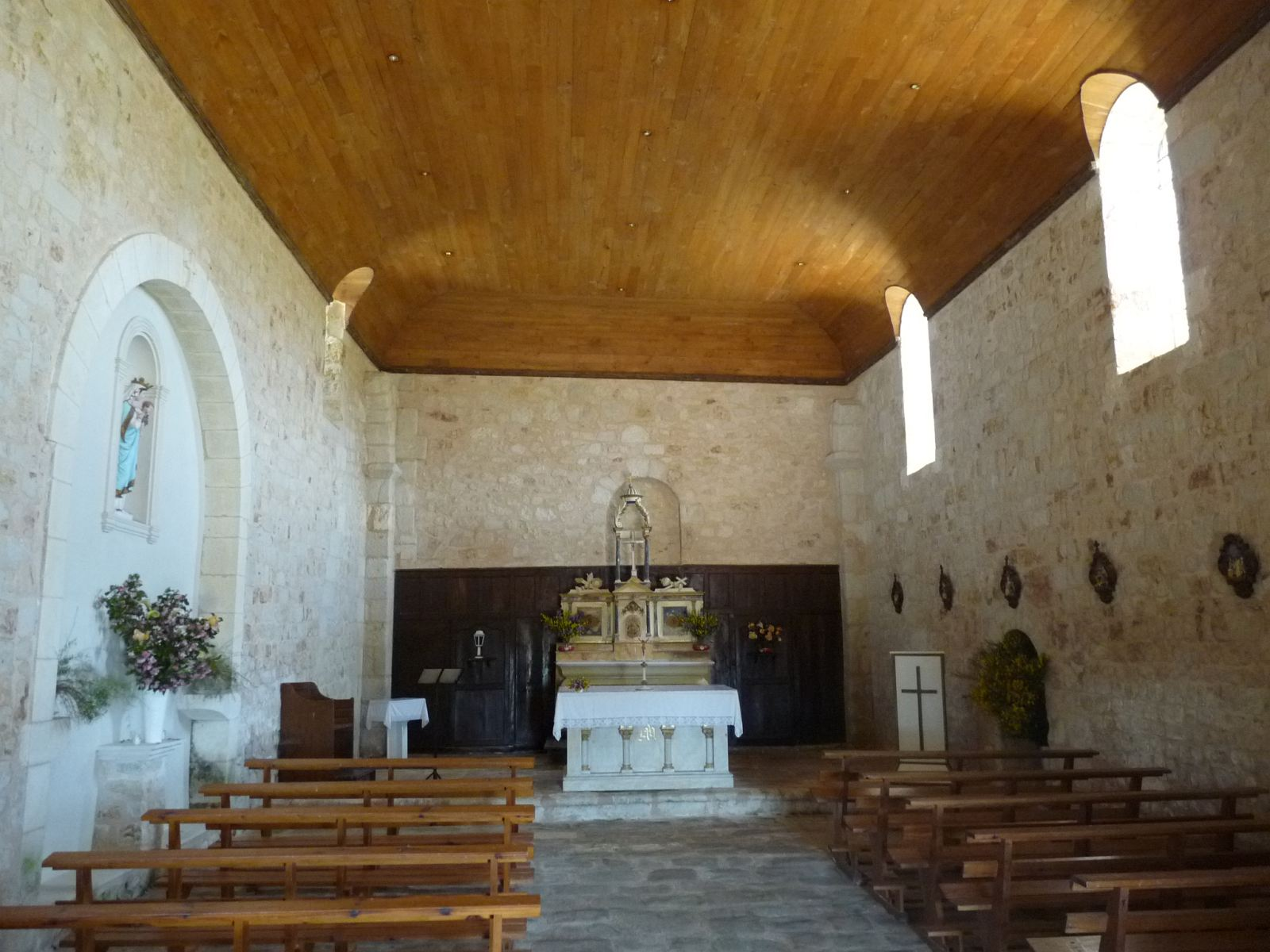
La nef

### Héraldique
| Blason de Puymangou | Blason  | De gueules à la montagne de trois coupeaux, celui du milieu d'argent et ceux des flancs de sinople, accostée de deux besants d'or et surmontée d'un caducée d'argent. Devise / Cri1083 – Podio mangore - 1996 |
| Blason de Puymangou | Détails | Adopté par la municipalité. |